# Корозія мінералів

Корозія кристалу

Коро́зія мінера́лів (рос. коррозия минералов, англ. corrosion of minerals, нім. Korrosion f der Mineralien pl) — роз'їдання і часткове розчинення та оплавлення мінералів під впливом пізніших ендогенних і екзогенних процесів.

## Роз'їдання кристалів мінералів
Роз'їдання кристалів мінералів (рос. разъедание кристаллов минералов, англ. corrosion of mineral crystals, нім. Ätzung f der Mineralkristalle) — явище поступового розчинення кристалів мінералів, яке спочатку призводить до втрати їх нормальної конфігурації. Роз'їдання починається з впливом на кристали ненасичених розчинів.